# Storbritanniens generalkonsulat i Göteborg
Storbritanniens generalkonsulat i Göteborg, (Engelska: British Consulate-General Gothenburg) var åren 1757–2006 Storbritanniens generalkonsulat i Göteborg.

## Historia
Storbritannien etablerade redan 1757 en permanent konsul i Göteborg. Göteborg var vid denna tid en viktig hamnstad för Storbritannien, och en stor del av Sveriges import och export gick via hamnen. Storbritannien var även en stor importör av svenska varor såsom timmer, järn och koppar. Göteborg hade även en stor andel utländska medborgare, särskilt från England och Skottland såsom exempelvis skotten Colin Campbell eller William Chalmers vars far var engelsman.
Generalkonsulatet lades ned den 1 december 2006 efter nästan 250 år.

### Residenset på Kungsportsavenyen 1
Under många år bodde den brittiska generalkonsuln i en våning på Kungsportsavenyen 1.

## Generalkonsuler
Ofullständig lista över brittiska generakonsuler som verkat i Göteborg:
- 1916–1919 – Cecil Gosling
- 1921–1927 – Arthur Woodhouse
- 1942–1944 – Erroll Sebastian
- 1945–1947 – Cecil Lee
- 1947–1951 – Kenneth White
- 1951–1955 – John Baillie
- 1955–1958 – Frank Ogden
- 1958–1961 – Thomas Tull
- 1961–1963 – Sir Sam Falle
- 1963–1965 – Ronald Bailey
- 1966–1968 – Patrick Stobart
- 1968–1972 – John May
- 1972–1975 – Laurence Hope
- 1975–1978 – James Dutton
- 1978–1980 – Robert Ford